# 浜田孝夫
浜田 孝夫（濵田 孝夫、はまだ たかお、1937年8月3日 - 2014年10月14日）は、日本の政治家。元香川県直島町長（4期）。

## 来歴
岡山県立玉野高等学校卒業後、直島町役場に入り、助役、総務課長、経済課長などを歴任。1999年（平成11年）5月1日に現職の松島俊雄を破り、初当選する。市長在任中に豊島産廃の中間処理の受け入れや瀬戸内国際芸術祭による観光振興を実現。その後、2期と3期は無投票で当選。一度は引退を決意したものの、支持者の続投を望む声を受けて選挙戦に立ち2011年統一地方選挙にて返り咲きを目指す松島俊雄を936票差で破り、再選される。
しかし、自身の健康問題により2013年（平成25年）11月27日から休職し入院する。当初は1ヶ月間の予定だったが最終的には4ヶ月間に延長され、翌2014年（平成26年）3月までとなる。これ以上の職務続行は困難と判断し、休職期間明けの同年4月1日に町議会議長へ辞職願を提出する。こうして2014年（平成26年）4月11日付けで、1999年の初当選以来およそ15年間務めた直島町長を辞職した。なお、町長休職中に職務代行を務めた浜中満副町長も、町長の辞職を受けて4月18日付けで副町長を辞職。翌5月13日告示の町長選に出馬し、他に立候補者が現れなかったため無投票で町長に当選した。
2014年10月14日逝去。直島町名誉町民（第5号）。